# Witanki
Witanki – wieś w Polsce położona w województwie mazowieckim, w powiecie węgrowskim, w gminie Liw. Ma status sołectwa.
Wierni Kościoła rzymskokatolickiego należą do parafii Podwyższenia Krzyża Świętego w Wyszkowie.
W latach 1975–1998 miejscowość administracyjnie należała do województwa siedleckiego.